# 直指寺站
直指寺站（：／ Jikjisa yeok */?）是京釜線沿線的一座鐵路車站，位於韓國庆尚北道金泉市代項面，由金泉龜尾站管理。

## 历史
- 1925年11月1日，落成使用。
- 2007年6月1日，停止旅客營運。

## 车站周边
- 直指寺（朝鲜语：직지사）
- 大龙初等学校
- 直指文化公园

## 相鄰車站
韓國鐵道公社
京釜線
新岩信号场－直指寺－金泉